# Copa Perú
El Campeonato Nacional Copa Perú, más conocida como Copa Perú, es el campeonato de la cuarta categoría del fútbol peruano, además de ser la máxima del fútbol amateur en el país. Es la división inmediatamente inferior a la Tercera División del Perú y es organizada por la Federación Peruana de Fútbol  y la Subcomisión Nacional de Fútbol Aficionado. Desde el año 2025, forma parte de la Cuarta División del Perú. Participan los campeones y subcampeones de las 25 Ligas Departamentales. El campeón asciende a la Liga 2 mientras el subcampeón tendrá que disputar un partido de promoción ante el equipo descendido de la Liga 3 por un cupo de ascenso a la Tercera División del Perú.
La Copa Perú es el torneo de ascensos y descensos por excelencia de fútbol en el Perú y el primera categoría de nivel amateur contando con cuatro etapas las cuales son: Etapa Departamental, Etapa Provincial, Etapa Distrital y Etapa Distrital de Segunda División. Fue instaurada en el año 1967 y desde su fundación, el certamen se ha disputado en cincuenta ocasiones. El primer torneo fue ganado por Alfonso Ugarte de Chiclín y el más reciente campeón es Bentín Tacna Heroica, que obtuvo su primer título en 2024. El club que más títulos ha obtenido es el Atlético Torino, con cinco campeonatos ganados.
Desde 1967 a 2024, fue parte de la Tercera División del Perú y hasta 2022, el campeón de cada edición obtenía el ascenso a la Primera División mientras que el subcampeón obtenía el ascenso a la Segunda División del Perú.

## Historia
Fue un proyecto de Víctor Nagaro Bianchi, como jefe del Consejo Nacional del Deporte equivalente a lo que es actualmente el Instituto Peruano del Deporte nombrado en 1965 por el presidente Fernando Belaúnde Terry durante su primer gobierno, cuya idea era emular los torneos descentralizados de aquella época en Italia y Francia donde participaba todo el país. Buscando la descentralización del fútbol ya se había invitado a cuatro equipos del interior del país: Alfonso Ugarte de Chiclín, Melgar de Arequipa, Atlético Grau de Piura y Octavio Espinosa de Ica al Campeonato Descentralizado 1966.
Para la primera edición del torneo todos los equipos aficionados fueron invitados a participar en el campeonato que en su fase final, y luego de varias rondas eliminatorias, se definía con una Liguilla integrada por seis equipos y jugada en Lima ascendiendo al Campeonato Descentralizado del mismo año aquel equipo que resultase campeón. En 1971, hubo la novedad de que ascenderían a la división profesional los tres primeros equipos del hexagonal final. El campeón de ese año fue el F. B. C. Melgar de Arequipa, pero con él ascendieron también el Unión Tumán de Chiclayo y José Gálvez de Chimbote.
Para 1972, el Atlético Grau de Piura, ganó el torneo y de acuerdo con la reglamentación vigente ese año con él ascendió el León de Huánuco que quedó segundo. En 1974 no hubo final, por lo tanto no hubo campeón; después de siete años, los dirigentes de la Federación Peruana de Fútbol y el Instituto Nacional de Recreación, Educación Física y  Deporte (INRED), bajo las recomendaciones del Gobierno Revolucionario de la Fuerza Armada, reformularon las Bases del  Campeonato Descentralizado y se establecieron doce regiones en las cuales  los equipos provincianos de Primera División  revalidarían su categoría con  los campeones departamentales de su respectiva región.
En siete regiones que no tenían representante en el Torneo Descentralizado ascendieron los campeones de su respectivo Torneo Reclasificación Regional: Carlos A. Mannucci (Trujillo), Alfonso Ugarte (Puno), Atlético Barrio Frigorífico (Callao), Deportivo Junín (Huancayo), Unión Huaral (Huaral), Walter Ormeño (Cañete), Unión Pesquero (Ilo). En la región Arequipa- Apurímac ascendió F. B. C. Pierola (Arequipa) por encima del Melgar, que tuvo que disputar un partido por la permanencia ante el Sportivo Huracán. Para el año 1975 se modificaron las bases y en aplicación a lo dispuesto por la Ley 20555, eliminaron el ascenso del equipo campeón a la máxima división del fútbol peruano, pues había la intención de separar el fútbol amateur del fútbol profesional. Además se reformularon las regiones que pasaron a ser nueve. Clasificaban los campeones y subcampeones departamentales.
La Región nueve estuvo conformada por los seis mejores equipos del Torneo Provincial de Lima. Para 1976, la Federación volvió a instaurar el ascenso del equipo campeón para el Torneo Descentralizado del año siguiente. En el Torneo Nacional clasificaban  dos equipos por Torneo Regional (18 equipos) que se dividían en 6 grupos de 3 equipos. El ganador de cada grupo clasificaba a la Finalísima. Para el año 1979 se instauró un nuevo sistema, solo los campeones departamentales clasificarían a su respectivo Torneo Regional. Los nueve campeones regionales jugarían el Torneo Nacional en tres grupos de tres equipos (en algunos años se asimilaba al equipo descendido del Campeonato Descentralizado) y clasificaban a la Finalísima dos equipos por grupo.
Este sistema se mantuvo hasta 1983, pues con la creación de los torneos de  Intermedia, el Torneo Nacional de las temporadas 1984, 1985 y 1986 fueron disputadas por el subcampeón regional. Los campeones Regionales tenían el derecho de escoger si continuaban en el Torneo Nacional de la Copa Perú o ascendían a la   Intermedia como paso previo al Torneo Descentralizado. Por ejemplo Deportivo Cañaña, campeón de la Región 1 en 1986 decidió no jugar la  Intermedia y clasificó a la Finalísima en la cual salió campeón. En 1987 varios equipos ascendieron a los torneos de Intermedia dejando solo cuatro equipos a nivel nacional disputando la Finalísima de la Copa Perú. Solo el club Capitán Clavero de Iquitos llegó como campeón de la Región 3 a la Finalísima que se jugó en Trujillo ya que no existía torneo de Intermedia en el oriente peruano.
De 1988 a 1990 la Copa Perú, mediante sus etapas Distrital, Provincial, Departamental y Regional otorgaba el ascenso a cuatro equipos a su respectivo Campeonato Regional de Primera División. Por este motivo no hubo Finalísimas. En 1991 los campeones regionales clasificaron al Torneo Zonal 1992. Sin embargo, en 1992, la Primera División retornó a su formato original de 16 equipos y en 1993 la Federación Peruana de Fútbol, mediante Resolución N.º 3-FPF-93, decidió que se vuelva a disputar la Copa Perú cuyo campeón ascendería directamente a la categoría profesional. En 1993 se asimilaron los campeones regionales de 1992 cuyo camino en el ascenso había quedado trunco por la reorganización de los campeonatos.
Ese año también se relanzó la Segunda División solo para equipos de Lima también con ascenso directo. Cabe resaltar que los equipos de los distritos de Lima y Callao también participaban en las etapas provinciales de la Copa Perú, por lo que Lima y Callao tenían más del 50% de opciones de ascenso de un equipo. El ascenso a la Segunda División estuvo por varios años sólo abierto a equipos del departamento de Lima o la Provincia constitucional del Callao. En 1998 se introdujo un gran cambio: Los 24 departamentos fueron agrupados en ocho regiones cuyos campeones clasificaban para la Ronda Final. Esta ronda era jugada con partidos de ida y vuelta y el ganador ascendía a la Primera División del Perú.
En el año 2004 las regiones se modificaron reservando una de ellas para el campeón y el subcampeón de la Segunda División (campeonato que pasó a ser nacional) y con ello también el número de equipos participantes en la ronda final, que fue incrementado a 16 al clasificar los subcampeones regionales. En el año 2006 fueron establecidas las actuales regiones y las diversas etapas en las que se juega el campeonato. En 2009 la Federación Peruana de Fútbol oficializó la creación de las Ligas Superiores a nivel departamental.
Estas ligas se habían desarrollado de manera experimental en algunos departamentos otorgando al campeón y subcampeón un cupo a la Etapa Departamental. Se implementó en nueve departamentos y los clubes que ocupen las dos primeras casillas jugarán un cuadrangular con los finalistas de la Etapa Departamental para decidir a los dos clasificados para la Etapa Regional. En 2015 la Federación Peruana de Fútbol modificó el sistema del campeonato, eliminando los ocho Torneos Regionales, aumentando el número de equipos participantes en el Torneo Nacional (Etapa Nacional) de 16 a 50.
El 23 de agosto de 2022 la Federación Peruana de Fútbol, confirmó que no habrá más ascensos directos a la Primera División del Perú, sino que a partir del 2023 los ascensos se darán a la Segunda División del Perú.
A fines de 2023, la Federación Peruana de Fútbol junto a las disposiciones de la FIFA, se encuentra en proceso de implementación del campeonato semiprofesional llamado Liga 3 para el año 2024. Por lo tanto, el torneo de Copa Perú pasará a ser un categoría inferior. Por lo cual, los ascensos se darán a la Tercera División del Perú.

## Etapas
El Perú se divide en departamentos, estos en provincias, y estas en distritos. Cada departamento, provincia y distrito del Perú cuenta con su propia liga de fútbol y estas se juegan en un mismo año menos las Segundas Divisiones Distritales.
| Categoría | Etapas                                                |
| --------- | ----------------------------------------------------- |
| 4°        | Etapa Nacional Copa Perú                              |
| 5°        | Etapa Departamental Ligas Departamentales             |
| 6°        | Etapa Provincial Ligas Provinciales                   |
| 7°        | Etapa Distrital Ligas Distritales de Primera División |
| 8°        | Etapa Distrital Ligas Distritales de Segunda División |

### Etapa Distrital

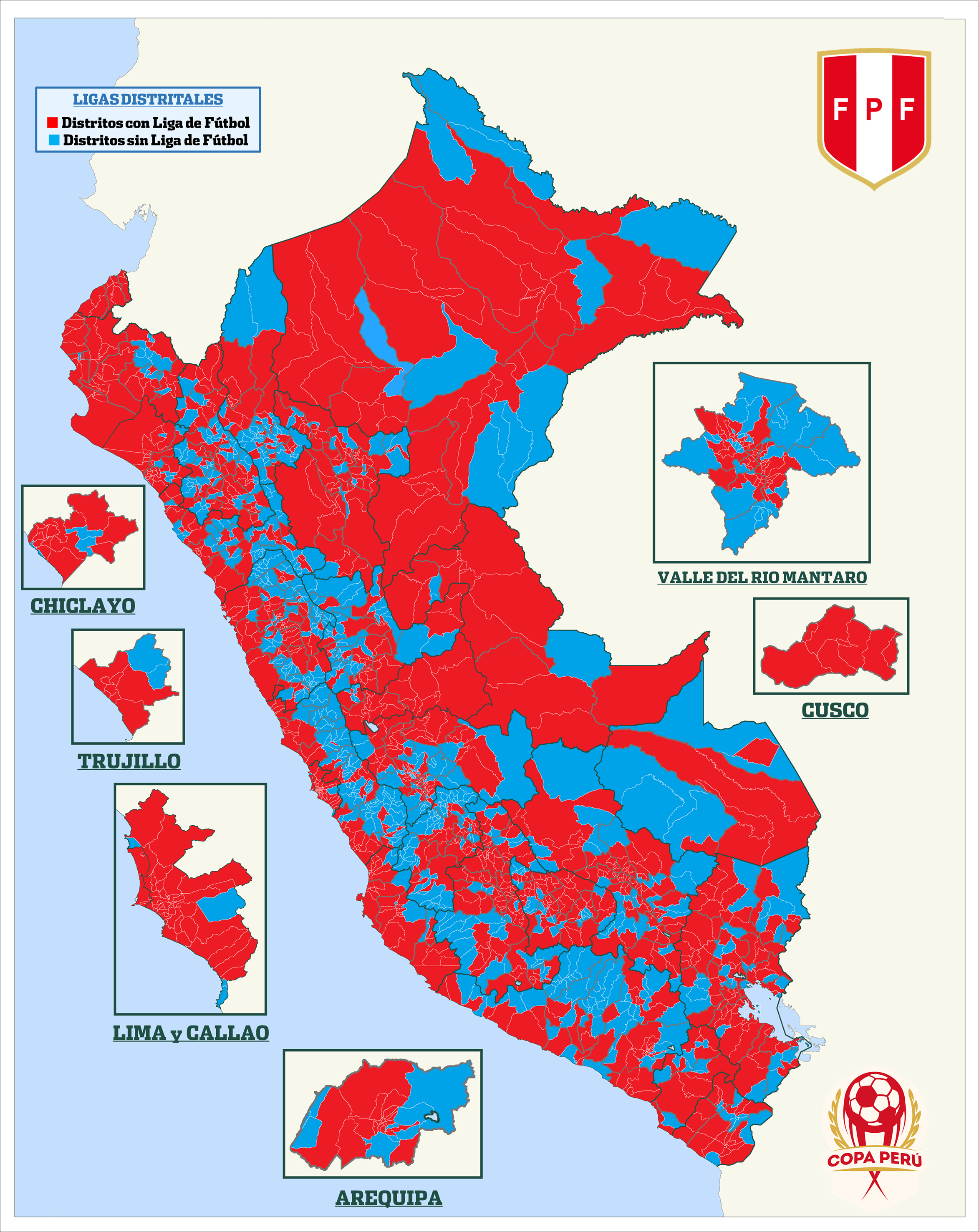
Mapa de las Ligas Distritales.

- Ligas Distritales de Segunda División

La Copa Perú se empieza a jugar desde las Ligas Distritales de Fútbol de Segunda División, conocidas como Segunda División Distrital. Son los campeonatos de octava categoría y la más mínima del fútbol amateur peruano. Son las divisiones inmediatamente inferiores a la Primera División Distrital y son organizadas por la Federación Peruana de Fútbol, la Subcomisión Nacional de Fútbol Aficionado y las Ligas Distritales de Fútbol.
Cada Liga Distrital realiza un campeonato de todos contra todos entre los meses de julio hasta noviembre. En esta categoría participan los equipos nuevos recién inscritos, los participantes de la edición anterior y los descendidos de la Primera División Distrital.
Los equipos que se consagren campeones distritales y los subcampeones ascenderán a la Primera División Distrital y los que tuvieron peor rendimiento, al final de la temporada serán sancionados ya que en esta categoría no existen los descensos al ser el último nivel del fútbol masculino peruano. Las sanciones son: Sanciones económicas (los equipos que hayan demostrado un muy bajo rendimiento serán sancionados con una multa para poder participar en la siguiente edición) o suspensión temporal (los dos peores equipos serán sancionados con la expulsión de la liga durante una temporada, por lo no podrán participar en la siguiente edición). 
Hay distritos que no cuentan con esta categoría, ya sea por problemas económicos, geográficos o por la poca cantidad de equipos participantes. Entonces estos distritos empiezan sus respectivos campeonatos desde la Primera División Distrital y no cuentan con descensos.
- Ligas Distritales de Primera División

Las Ligas Distritales de Fútbol de Primera División, conocidas como Primera División Distrital. Son los campeonatos de séptima categoría del fútbol amateur peruano. Son las divisiones inmediatamente inferiores a las Ligas Provinciales y son organizadas por la Federación Peruana de Fútbol, la Subcomisión Nacional de Fútbol Aficionado y las Ligas Distritales de Fútbol.
Cada Liga Distrital realiza un campeonato de todos contra todos entre los meses de febrero hasta mayo o junio (dependiendo el distrito y la cantidad de equipos participantes). En cada liga participan los equipos ascendidos de la Segunda División Distrital, los participantes de la edición anterior, los equipos que hayan sido eliminados en las Etapas Provincial, Departamental y Nacional (si los equipos fueron eliminados en la primera fase, dieciseisavos y octavos de final), también participan los equipos nuevos recién inscritos si el distrito no cuenta con Segunda División Distrital.
Los equipos que se consagren campeones distritales y los subcampeones ascienden a las Ligas Provinciales, dónde éstos equipos juegan con sus similares que pertenezcan a su misma provincia.
Los equipos que hayan demostrado un muy bajo rendimiento durante la competición, descenderán a la Segunda División Distrital si el distrito cuenta con una segunda categoría, y si no cuenta con la categoría mencionada no correrá el riesgo de descender pero tendrá sanciones.

### Etapa Provincial
- Ligas Provinciales

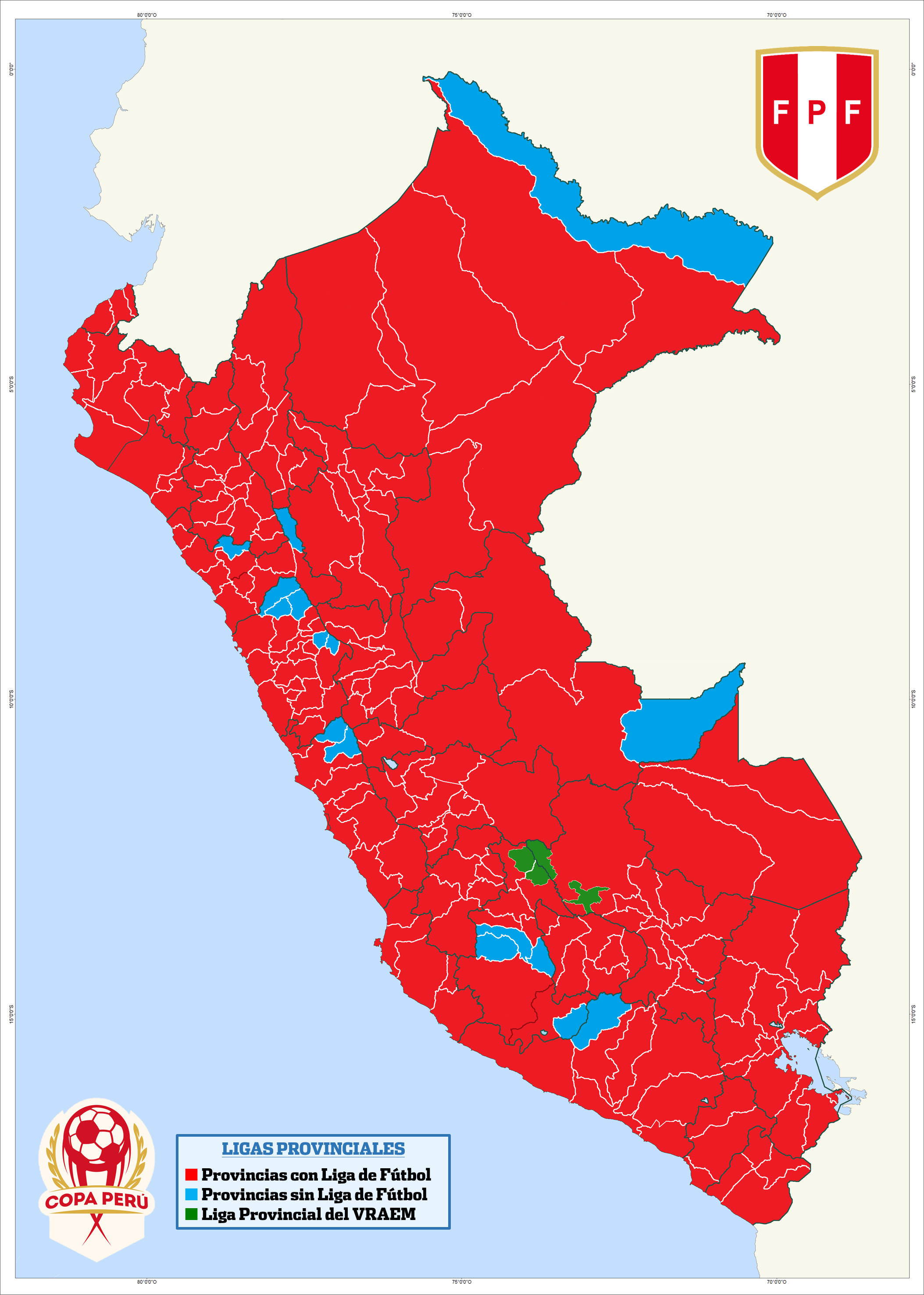
Mapa de las Ligas Provinciales.

Las Ligas Provinciales de Fútbol del Perú, conocidas como Ligas Provinciales. Son los campeonatos de sexta categoría del fútbol amateur peruano. Son las divisiones inmediatamente inferiores a las Ligas Departamentales y son organizadas por la Federación Peruana de Fútbol, la Subcomisión Nacional de Fútbol Aficionado y las Ligas Provinciales de Fútbol.
Cada Liga Provincial realiza un campeonato de eliminación directa entre los meses de mayo o junio hasta julio. En esta categoría participan los equipos campeones y subcampeones de sus respectivas Ligas Distritales que pertenezcan a la misma provincia.
Los equipos que se consagren campeones provinciales y los subcampeones ascienden a las Ligas Departamentales, dónde éstos equipos juegan con sus similares que pertenezcan a su mismo departamento.
Los equipos que hayan sido eliminados en esta etapa tendrán qué volver a jugar su respectiva Liga Distrital de origen en la próxima temporada.

### Etapa Departamental
- Ligas Departamentales

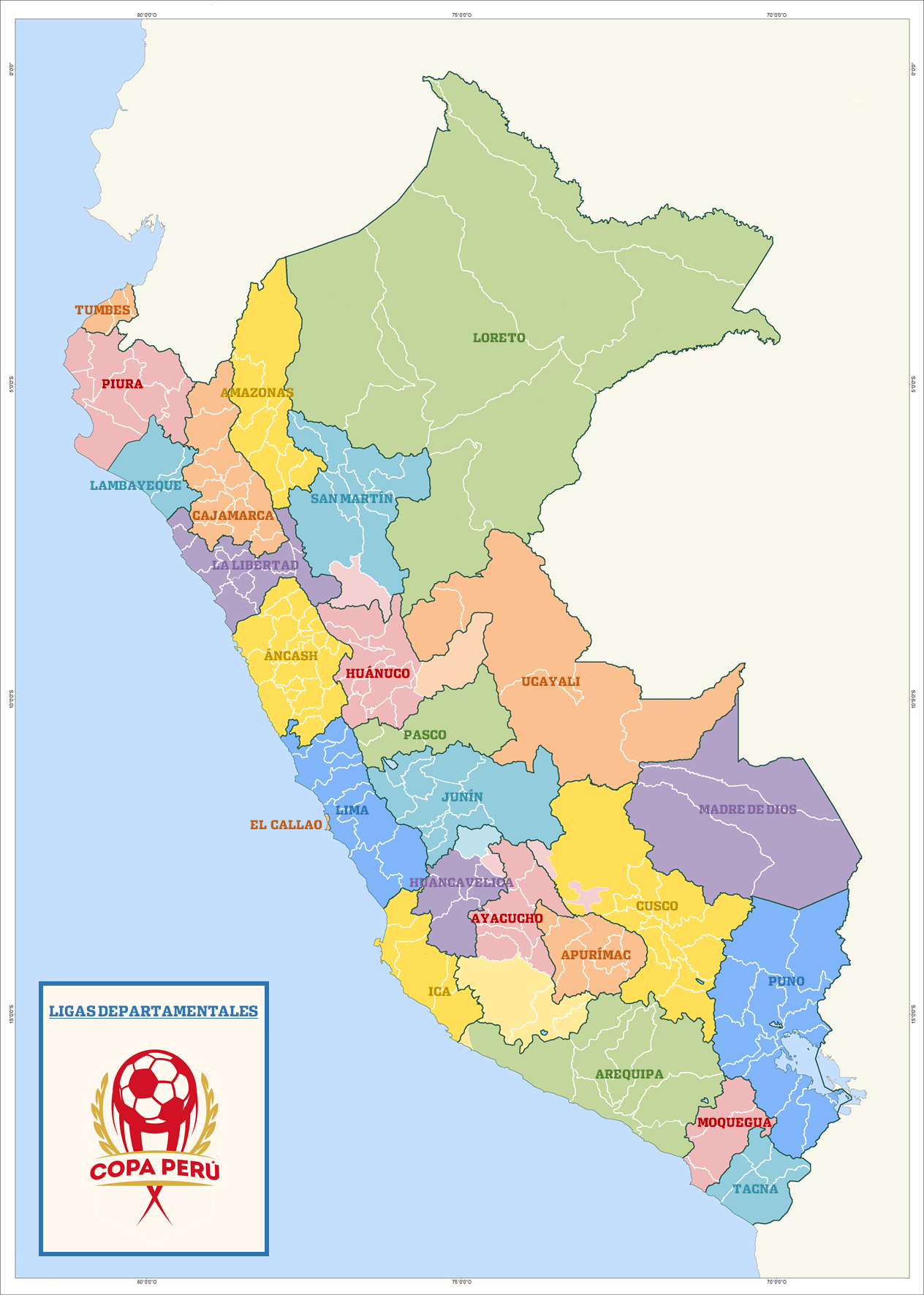
Mapa de las Ligas Departamentales.

Las Ligas Departamentales de Fútbol del Perú, conocidas como Ligas Departamentales. Son los campeonatos de quinta categoría del fútbol amateur peruano. Son las divisiones inmediatamente inferiores a la Etapa Nacional y son organizadas por la Federación Peruana de Fútbol, la Subcomisión Nacional de Fútbol Aficionado y las Ligas Departamentales de Fútbol.
Cada Liga Departamental realiza un campeonato de eliminación directa entre los meses de julio o agosto hasta septiembre. En esta categoría participan los equipos campeones y subcampeones de sus respectivas Ligas Provinciales que pertenezcan al mismo departamento y los equipos eliminados en cuartos de final o semifinales de la Etapa Nacional de la edición pasada.
Los 50 equipos que se consagren campeones departamentales y los subcampeones de las 25 Ligas Departamentales ascienden a la Etapa Nacional de la Copa Perú, dónde éstos equipos juegan con sus similares de todo el país.
Los equipos que hayan sido eliminados en esta etapa tendrán qué volver a jugar su respectiva Liga Distrital de origen en la próxima temporada.

### Etapa Nacional
- Copa Perú

Trofeo de la Etapa Nacional de la Copa Perú.

La Etapa Nacional de la Copa Perú. Es el campeonato de cuarta categoría del fútbol amateur peruano. Es la división inmediatamente inferior a la Tercera División del Perú y es organizada por la Federación Peruana de Fútbol y la Subcomisión Nacional de Fútbol Aficionado.
La Etapa Nacional de la Copa Perú realiza un campeonato de dos fases entre los meses de octubre hasta noviembre o diciembre, esta etapa empieza con un torneo inicial de todos contra todos denominado Primera fase, donde participan los 50 equipos campeones y subcampeones de sus respectivos departamentos, estos equipos tendrán que jugar 6 fechas contra otros equipos que compartan cercanía geográfica, al final de estas fechas se evaluará a los 50 equipos en una tabla acumulada de clasificación que empieza desde el 1° puesto hasta el 32°, los equipos que estén en los puestos 33° al 50° serán eliminados. Después se jugara la Segunda fase, dónde estos equipos jugarán un torneo de eliminación directa que empieza desde los dieciseisavos de final, octavos de final, cuartos de final, semifinales y final. En esta fase jugarán los dieciseisavos y octavos de final en partidos ida y vuelta, después los cuartos de final hasta la final se jugarán a partido único en Lima.
El campeón de la Etapa Nacional de la Copa Perú ascenderá directamente a la Segunda División del Perú, mientras que el subcampeón tendrá que disputar un partido de promoción ante el equipo descendido de la Liga 3 de la última temporada.
Si el subcampeón logra vencer al equipo descendido, ascenderá directamente a la Tercera División del Perú.
Los equipos que hayan sido eliminados en la Primera fase, dieciseisavos y octavos de final tendrán qué volver a jugar su respectiva Liga Distrital de origen en la próxima temporada, mientras los que fueron eliminados en los cuartos de final y semifinal podrán volver a jugar su Liga Departamental de origen en la próxima temporada.

## Ediciones
| Ascenso a Primera División                    | Ascenso a Primera División                     | Ascenso a Primera División                     | Ascenso a Primera División                              | Ascenso a Primera División | Ascenso a Primera División |
| Año                                           | Campeón                                        | Subcampeón                                     | Asciende a                                              | Clubes que ascendieron | Clubes que ascendieron |
| --------------------------------------------- | ---------------------------------------------- | ---------------------------------------------- | ------------------------------------------------------- | --- | --- |
| 1967                                          | Alfonso Ugarte de Chiclín                      | Octavio Espinosa                               | Campeonato Descentralizado 1967                         | 1° Alfonso Ugarte (Ch), 2° Octavio Espinoza, 3° Juan Aurich | 1° Alfonso Ugarte (Ch), 2° Octavio Espinoza, 3° Juan Aurich |
| 1968                                          | Carlos A. Mannucci                             | Sport Chorrillos                               | Campeonato Descentralizado 1968                         | 1° Carlos Mannucci | 1° Carlos Mannucci |
| 1969                                          | Carlos A. Mannucci                             | FBC Melgar                                     | Campeonato Descentralizado 1969                         | 1° Carlos Mannucci | 1° Carlos Mannucci |
| 1970                                          | Atlético Torino                                | FBC Melgar                                     | Campeonato Descentralizado 1970                         | 1° Atlético Torino | 1° Atlético Torino |
| 1971                                          | FBC Melgar                                     | Unión Tumán                                    | Campeonato Descentralizado 1971                         | 1° FBC Melgar, 2° Unión Tumán, 3° José Gálvez | 1° FBC Melgar, 2° Unión Tumán, 3° José Gálvez |
| 1972                                          | Atlético Grau                                  | León de Huánuco                                | Campeonato Descentralizado 1972                         | 1° Atlético Grau, 2° León de Huánuco | 1° Atlético Grau, 2° León de Huánuco |
| 1973                                          | Sportivo Huracán                               | Cienciano                                      | Campeonato Descentralizado 1973                         | 1° Sportivo Huracán, 2° Cienciano, 6° CNI | 1° Sportivo Huracán, 2° Cienciano, 6° CNI |
| 1974                                          | Etapa Regional (13 Reclasificatorios)          | Etapa Regional (13 Reclasificatorios)          | Campeonato Descentralizado 1974                         | R3. C. Mannucci (LL.), R6. D. Junín (Jun.), R9. FBC Piérola (Are.), R11. U. Pesquero (Moq.) y R12. A. Ugarte (Puno)                                                                                  | R3. C. Mannucci (LL.), R6. D. Junín (Jun.), R9. FBC Piérola (Are.), R11. U. Pesquero (Moq.) y R12. A. Ugarte (Puno) |
| 1975                                          | Atlético Torino                                | Sportivo Huracán                               | No Hubo Ascenso                                         | No Hubo Ascenso | No Hubo Ascenso |
| 1976                                          | Coronel Bolognesi                              | Pesca Perú                                     | Campeonato Descentralizado 1977                         | 1° Coronel Bolognesi | 1° Coronel Bolognesi |
| 1977                                          | Atlético Torino                                | Juventud La Palma                              | Campeonato Descentralizado 1978                         | 1° Atlético Torino | 1° Atlético Torino |
| 1978                                          | Juventud La Palma                              | Pesca Perú                                     | Campeonato Descentralizado 1979                         | 1° Juventud La Palma | 1° Juventud La Palma |
| 1979                                          | ADT                                            | Comercial Aguas Verdes                         | Campeonato Descentralizado 1980                         | 1° ADT | 1° ADT |
| 1980                                          | León de Huánuco                                | Unión González Prada                           | Campeonato Descentralizado 1981                         | 1° León de Huánuco | 1° León de Huánuco |
| 1981                                          | UTC                                            | Juventud La Palma                              | Campeonato Descentralizado 1982                         | 1° UTC | 1° UTC |
| 1982                                          | Atlético Torino                                | Atlético Grau                                  | Campeonato Descentralizado 1983                         | 1° Atlético Torino | 1° Atlético Torino |
| 1983                                          | Sport Pilsen                                   | Deportivo Cañaña                               | Campeonato Descentralizado 1984                         | 1° Sport Pilsen, 5° Cienciano (Inv), D. Hospital (Inv), Hs. Rey (Inv), Def. ANDA (Inv) y D. Rojos (Inv)                                                                                              | 1° Sport Pilsen, 5° Cienciano (Inv), D. Hospital (Inv), Hs. Rey (Inv), Def. ANDA (Inv) y D. Rojos (Inv) |
| 1984                                          | Los Espartanos                                 | Alianza Atlético                               | Campeonato Descentralizado 1985                         | 1° Los Espartanos, Z.Centro L. de Huánuco (Inter.), Z.Centro Cooptrip (Inter.) y Z.Sur A. Huracán (Inter.)                                                                                           | 1° Los Espartanos, Z.Centro L. de Huánuco (Inter.), Z.Centro Cooptrip (Inter.) y Z.Sur A. Huracán (Inter.) |
| 1985                                          | Hungaritos Agustinos                           | Tejidos La Unión                               | Campeonato Descentralizado 1986                         | 1° D. Hungaritos, L.Prom. G. Republicana (Inter.), Z.N. A. Grau (Inter.), Z.C. U. Minas(Inter.) y Z.S. M. Nieto(Inter.)                                                                              | 1° D. Hungaritos, L.Prom. G. Republicana (Inter.), Z.N. A. Grau (Inter.), Z.C. U. Minas(Inter.) y Z.S. M. Nieto(Inter.) |
| 1986                                          | Deportivo Cañaña                               | Félix Donayre                                  | Campeonato Descentralizado 1987                         | 1° D. Cañaña, Z.Centro Mina S. Vicente (Inter.) y Z.Sur Los Ángeles (Inter.) | 1° D. Cañaña, Z.Centro Mina S. Vicente (Inter.) y Z.Sur Los Ángeles (Inter.) |
| 1987                                          | Libertad                                       | Capitán Clavero                                | Campeonato Descentralizado 1988                         | 1° Libertad, Z.N. A. Atlético (Int.), Z.N. 15 Sept. (Int.), Z.N. J. Aurich (Int.), Z.C. L. Huánuco (Int.), Z.C. A. Ponce (Int.), Z.S. A. Naval (Int.), Z.S. D. Rojos (Int.) y Z.S. D. Tintaya (Int.) | 1° Libertad, Z.N. A. Atlético (Int.), Z.N. 15 Sept. (Int.), Z.N. J. Aurich (Int.), Z.C. L. Huánuco (Int.), Z.C. A. Ponce (Int.), Z.S. A. Naval (Int.), Z.S. D. Rojos (Int.) y Z.S. D. Tintaya (Int.) |
| 1988                                          | Grupos Regionales (8 ascensos)                 | Grupos Regionales (8 ascensos)                 | Campeonato Descentralizado 1989                         | GN A. Torino, GC S. Magd., GE A. Belén, GE C. Versalles, GE D. Hospital, GE SMP, GE U. Tarapoto y GS FBC Aurora                                                                                      | GN A. Torino, GC S. Magd., GE A. Belén, GE C. Versalles, GE D. Hospital, GE SMP, GE U. Tarapoto y GS FBC Aurora |
| 1989                                          | Grupos Regionales (5 ascensos)                 | Grupos Regionales (5 ascensos)                 | Campeonato Descentralizado 1990                         | GN D. Pacífico, GN Morba FBC, GC U. Huayllaspanca, GE D. Bancos y GS Los Ángeles | GN D. Pacífico, GN Morba FBC, GC U. Huayllaspanca, GE D. Bancos y GS Los Ángeles |
| 1990                                          | Grupos Regionales (4 ascensos)                 | Grupos Regionales (4 ascensos)                 | Campeonato Descentralizado 1991                         | GN Juan Aurich, GC Alianza Huánuco, GO Deportivo Comercio y GS Mariscal Nieto | GN Juan Aurich, GC Alianza Huánuco, GO Deportivo Comercio y GS Mariscal Nieto |
| 1991                                          | Campeones Regionales                           | Campeones Regionales                           | Torneo Zonal 1992                                       | Zonal I (DT, JO y OS), Zonal II (AV y PA), Zonal III (HP y DV) y Zonal IV (EG y SH) | Zonal I (DT, JO y OS), Zonal II (AV y PA), Zonal III (HP y DV) y Zonal IV (EG y SH) |
| 1992                                          | No disputado (Reestructuración de campeonatos) | No disputado (Reestructuración de campeonatos) | No disputado (Reestructuración de campeonatos)          | No disputado (Reestructuración de campeonatos) | No disputado (Reestructuración de campeonatos) |
| 1993                                          | Aurich-Cañaña                                  | FBC Aurora                                     | Campeonato Descentralizado 1994                         | 1° Aurich-Cañaña | 1° Aurich-Cañaña |
| 1994                                          | Atlético Torino                                | FBC Aurora                                     | Campeonato Descentralizado 1995                         | 1° Atlético Torino | 1° Atlético Torino |
| 1995                                          | La Loretana                                    | Sportivo Huracán                               | Campeonato Descentralizado 1996                         | 1° La Loretana | 1° La Loretana |
| 1996                                          | José Gálvez                                    | UTC                                            | Campeonato Descentralizado 1997                         | 1° José Gálvez | 1° José Gálvez |
| 1997                                          | Juan Aurich                                    | Deportivo UPAO                                 | Campeonato Descentralizado 1998                         | 1° Juan Aurich | 1° Juan Aurich |
| 1998                                          | IMI                                            | Coronel Bolognesi                              | Campeonato Descentralizado 1999                         | 1° IMI | 1° IMI |
| 1999                                          | Deportivo UPAO                                 | Alfonso Ugarte                                 | Campeonato Descentralizado 2000                         | 1° Deportivo UPAO | 1° Deportivo UPAO |
| 2000                                          | Estudiantes de Medicina                        | Coronel Bolognesi                              | Campeonato Descentralizado 2001                         | 1° Estudiantes de Medicina | 1° Estudiantes de Medicina |
| 2001                                          | Deportivo Bolito                               | Universidad César Vallejo                      | Campeonato Descentralizado 2002                         | 1° Deportivo Bolito | 1° Deportivo Bolito |
| 2002                                          | Atlético Universidad                           | Atlético Grau                                  | Campeonato Descentralizado 2003                         | 1° Atlético Universidad | 1° Atlético Universidad |
| 2003                                          | Univ. César Vallejo                            | Deportivo Educación                            | Campeonato Descentralizado 2004                         | 1° Univ. César Vallejo | 1° Univ. César Vallejo |
| 2004                                          | Sport Áncash                                   | Deportivo Municipal                            | Campeonato Descentralizado 2005                         | 1° Sport Áncash | 1° Sport Áncash |
| Ascenso a Primera División y Segunda División |                                                |                                                |                                                         | | |
| Año                                           | Campeón                                        | Subcampeón                                     | Asciende a                                              | Clubes a Primera Div. | Clubes a Segunda Div. |
| 2005                                          | José Gálvez                                    | Senati                                         | Campeonato Descentralizado 2006 y Segunda División 2006 | 1° José Gálvez | Conc. (AM, UTC) y Comp. (AUg (AUn) y DCu (SC B)) |
| 2006                                          | Total Clean                                    | Hijos de Acosvinchos                           | Campeonato Descentralizado 2007 y Segunda División 2007 | 1° Total Clean | 2° Hijos de Acosvinchos |
| 2007                                          | Juan Aurich                                    | Sport Águila                                   | Campeonato Descentralizado 2008 y Segunda División 2008 | 1° Juan Aurich y Rec. José Gálvez | 2° Sport Águila |
| 2008                                          | Sport Huancayo                                 | CNI                                            | Campeonato Descentralizado 2009 y Segunda División 2009 | 1° Sport Huancayo y 2° CNI | 3° AT, 4° Co y 4tos. IDU |
| 2009                                          | León de Huánuco                                | Tecnológico Suiza                              | Campeonato Descentralizado 2010 y Segunda División 2010 | 1° León de Huánuco | 2° Tecnológico Suiza |
| 2010                                          | Unión Comercio                                 | Alianza Unicachi                               | Campeonato Descentralizado 2011 y Segunda División 2011 | 1° Unión Comercio | 2° Alianza Unicachi |
| 2011                                          | Real Garcilaso                                 | Pacífico FC                                    | Campeonato Descentralizado 2012 y Segunda División 2012 | 1° Real Garcilaso | 2° Pacífico FC, 3° A. Univ. y 4° Los Caimanes |
| 2012                                          | UTC                                            | Alfonso Ugarte                                 | Campeonato Descentralizado 2013 y Segunda División 2013 | 1° UTC | 2° AU, 3° SV, 4° AC, 7° SA, 9° SH, 11° DM y 16° WO |
| 2013                                          | San Simón                                      | Unión Huaral                                   | Campeonato Descentralizado 2014 y Segunda División 2014 | 1° San Simón | 2° UH, 3° WS, 8° CM y 9° CU |
| 2014                                          | Sport Loreto                                   | Unión Fuerza Minera                            | Campeonato Descentralizado 2015                         | 1° Sport Loreto y Res. Alianza Atlético | Ninguno |
| 2015                                          | Defensor La Bocana                             | Academia Cantolao                              | Campeonato Descentralizado 2016 y Segunda División 2016 | 1° Defensor La Bocana | 2° AC, 3° AS, 7° UTar, 8° SAnc y 10° SR |
| 2016                                          | Sport Rosario                                  | Deportivo Hualgayoc                            | Campeonato Descentralizado 2017 y Segunda División 2017 | 1° Sport Rosario | 2° Deportivo Hualgayoc |
| 2017                                          | Deportivo Binacional                           | Atlético Grau                                  | Campeonato Descentralizado 2018 y Segunda División 2018 | 1° Deportivo Binacional | 2° Atlético Grau |
| 2018                                          | Pirata FC                                      | Alianza Universidad                            | Liga 1 2019 y Liga 2 2019                               | 1° Pirata FC y 2° Alianza Universidad (Cuad.) | 4° Santos FC (Cuad.) |
| 2019                                          | Carlos Stein                                   | Deportivo Llacuabamba                          | Liga 1 2020 y Liga 2 2020                               | 1° Carlos Stein y 2° Dep. Llacuabamba (Cuad.) | 4° Sport Chavelines (Cuad.) |
| 2020                                          | Suspendida debido a la Pandemia de COVID-19.   | Suspendida debido a la Pandemia de COVID-19.   | Suspendida debido a la Pandemia de COVID-19.            | Suspendida debido a la Pandemia de COVID-19. | Suspendida debido a la Pandemia de COVID-19. |
| 2021                                          | ADT                                            | Alfonso Ugarte                                 | Liga 1 2022 y Liga 2 2022                               | 1° ADT | 2° Alfonso Ugarte |
| 2022                                          | Deportivo Garcilaso                            | Comerciantes FC                                | Liga 1 2023 y Liga 2 2023                               | 1° Deportivo Garcilaso | 2° Comerciantes FC |
| Ascenso a Segunda División y Tercera División |                                                |                                                |                                                         | | |
| Año                                           | Campeón                                        | Subcampeón                                     | Asciende a                                              | Clubes a Segunda Div. | Clubes a Tercera Div. |
| 2023                                          | ADA Jaén                                       | San Marcos                                     | Liga 2 2024                                             | 1° ADA, 2° SM, 3° JP y 4° UCV Moq. | Ninguno |
| 2024                                          | Bentín Tacna Heroica                           | FC Cajamarca                                   | Liga 2 2025 y Liga 3 2025                               | 1° Bentín T. Heroica y 2° FC Cajamarca | 25 clubes ascendidos3° Juventud Santo Domingo 4° Nacional FBC 5° Ecosem Pasco 6° Deportivo Ucrania 7° Juventud Cautivo 8° Juventus FC 9° Nuevo San Cristóbal 10° Pacífico FC SMP 11° Unión Santo Domingo 13° Cultural Volante 14° Centro Social 16° FCR San Antonio 17° Def. José María Arguedas 19° Juventud Alfa FC 20° Sport Bolognesi 21° Diablos Rojos 22° Rauker FC 23° Estudiantil CNI 24° Construcción Civil 25° Deportivo Lute 26° Amazon Callao FC 30° Deportivo Municipal 36° Alto Rendimiento 37° Unión Deportivo Ascensión 42° Patriotas FC |
| 2025                                          |                                                |                                                | Liga 2 2026 y Liga 3 2026                               | | |

## Palmarés

### Títulos por equipo
| Equipo                    | Campeonatos                       | Subcampeonatos        |
| ------------------------- | --------------------------------- | --------------------- |
| Atlético Torino           | 5 (1970, 1975, 1977, 1982, 1994). |                       |
| León de Huánuco           | 2 (1980, 2009).                   | 1 (1972).             |
| Carlos A. Mannucci        | 2 (1968, 1969).                   |                       |
| ADT                       | 2 (1979, 2021).                   |                       |
| José Gálvez               | 2 (1996, 2005).                   |                       |
| Juan Aurich               | 2 (1997, 2007).                   |                       |
| Atlético Grau             | 1 (1972).                         | 3 (1982, 2002, 2017). |
| FBC Melgar                | 1 (1971).                         | 2 (1969, 1970).       |
| Sportivo Huracán          | 1 (1973).                         | 2 (1975, 1995).       |
| Coronel Bolognesi         | 1 (1976).                         | 2 (1998, 2000).       |
| Juventud La Palma         | 1 (1978).                         | 2 (1977, 1981).       |
| Deportivo Cañaña          | 1 (1986).                         | 1 (1983).             |
| Deportivo UPAO            | 1 (1999).                         | 1 (1997).             |
| Universidad César Vallejo | 1 (2003).                         | 1 (2001).             |
| Alfonso Ugarte de Chiclín | 1 (1967).                         |                       |
| Sport Pilsen              | 1 (1983).                         |                       |
| Los Espartanos            | 1 (1984).                         |                       |
| Hungaritos Agustinos      | 1 (1985).                         |                       |
| Libertad                  | 1 (1987).                         |                       |
| Aurich-Cañaña             | 1 (1993).                         |                       |
| La Loretana               | 1 (1995).                         |                       |
| I.M.I.                    | 1 (1998).                         |                       |
| Estudiantes de Medicina   | 1 (2000).                         |                       |
| Deportivo Bolito          | 1 (2001).                         |                       |
| Atlético Universidad      | 1 (2002).                         |                       |
| Sport Áncash              | 1 (2004).                         |                       |
| Total Clean               | 1 (2006).                         |                       |
| Sport Huancayo            | 1 (2008).                         |                       |
| Unión Comercio            | 1 (2010).                         |                       |
| Real Garcilaso            | 1 (2011).                         |                       |
| San Simón                 | 1 (2013).                         |                       |
| Sport Loreto              | 1 (2014).                         |                       |
| Defensor La Bocana        | 1 (2015).                         |                       |
| Sport Rosario             | 1 (2016).                         |                       |
| Deportivo Binacional      | 1 (2017).                         |                       |
| Pirata                    | 1 (2018).                         |                       |
| Carlos Stein              | 1 (2019).                         |                       |
| Deportivo Garcilaso       | 1 (2022).                         |                       |
| ADA Jaén                  | 1 (2023).                         |                       |
| Bentín Tacna Heroica      | 1 (2024).                         |                       |
| Alfonso Ugarte            |                                   | 3 (1999, 2012, 2021). |
| Pesca Perú                |                                   | 2 (1976, 1978).       |
| Aurora                    |                                   | 2 (1993, 1994).       |
| Octavio Espinosa          |                                   | 1 (1967).             |
| Sport Chorrillos          |                                   | 1 (1968).             |
| Unión Tumán               |                                   | 1 (1971).             |
| Cienciano                 |                                   | 1 (1973).             |
| Comercial Aguas Verdes    |                                   | 1 (1979).             |
| Unión González Prada      |                                   | 1 (1980).             |
| Alianza Atlético          |                                   | 1 (1984).             |
| Tejidos La Unión          |                                   | 1 (1985).             |
| Félix Donayre             |                                   | 1 (1986).             |
| Capitán Clavero           |                                   | 1 (1987).             |
| Deportivo Educación       |                                   | 1 (2003).             |
| Deportivo Municipal       |                                   | 1 (2004).             |
| Senati                    |                                   | 1 (2005).             |
| Hijos de Acosvinchos      |                                   | 1 (2006).             |
| Sport Águila              |                                   | 1 (2007).             |
| CNI                       |                                   | 1 (2008).             |
| Tecnológico Suiza         |                                   | 1 (2009).             |
| Alianza Unicachi          |                                   | 1 (2010).             |
| Pacífico                  |                                   | 1 (2011).             |
| Unión Huaral              |                                   | 1 (2013).             |
| Unión Fuerza Minera       |                                   | 1 (2014).             |
| Academia Cantolao         |                                   | 1 (2015).             |
| Deportivo Hualgayoc       |                                   | 1 (2016).             |
| Alianza Universidad       |                                   | 1 (2018).             |
| Deportivo Llacuabamba     |                                   | 1 (2019).             |
| Comerciantes              |                                   | 1 (2022).             |
| San Marcos                |                                   | 1 (2023).             |
| FC Cajamarca              |                                   | 1 (2024)              |

### Títulos por departamento
| Departamento | Campeonatos                                         | Subcampeonatos                                            |
| ------------ | --------------------------------------------------- | --------------------------------------------------------- |
| Piura        | 8 (1970, 1972, 1975, 1977, 1982, 1994, 1998, 2015). | 5 (1968, 1982, 1984, 2002, 2017).                         |
| La Libertad  | 8 (1967, 1968, 1969, 1983, 1984, 1987, 1999, 2003). | 3 (1997, 2001, 2019).                                     |
| Lambayeque   | 6 (1986, 1993, 1997, 2007, 2018, 2019).             | 2 (1971, 1983).                                           |
| Arequipa     | 5 (1971, 1973, 2002, 2006, 2017).                   | 9 (1969, 1970, 1975, 1976, 1978, 1993, 1994, 1995, 2005). |
| Áncash       | 4 (1996, 2004, 2005, 2016).                         | 1 (2023).                                                 |
| Cajamarca    | 3 (1981, 2012, 2023).                               | 3 (1996, 2016, 2024).                                     |
| Tacna        | 3 (1976, 2001, 2024).                               | 2 (1998, 2000).                                           |
| Junín        | 3 (1979, 2008, 2021).                               | 1 (2007).                                                 |
| Huánuco      | 2 (1980, 2009).                                     | 2 (1972, 2018).                                           |
| Ucayali      | 2 (1995, 2014).                                     | 1 (2009).                                                 |
| Cuzco        | 2 (2011, 2022).                                     | 1 (1973).                                                 |
| Lima         | 1 (1978).                                           | 8 (1977, 1980, 1981, 1985, 2004, 2006, 2011, 2013).       |
| Loreto       | 1 (1985).                                           | 3 (1987, 2008, 2022).                                     |
| Ica          | 1 (2000).                                           | 2 (1967, 1986).                                           |
| San Martín   | 1 (2010).                                           |                                                           |
| Moquegua     | 1 (2013).                                           |                                                           |
| Puno         |                                                     | 5 (1999, 2010, 2012, 2014, 2021).                         |
| Tumbes       |                                                     | 1 (1979).                                                 |
| Apurímac     |                                                     | 1 (2003).                                                 |
| Callao       |                                                     | 1 (2015).                                                 |

## Patrocinios
Debe señalarse que el patrocinador es quien determina el nombre comercial de la competición. La Copa Perú tuvo un solo patrocinador:
| Patrocinador   | Denominación comercial | Temporada          |
| -------------- | ---------------------- | ------------------ |
| Sin patrocinio | Sin denominación       | 1967 - 2016        |
| LC Perú        | Copa Perú LC Perú      | 2017               |
| Sin patrocinio | Sin denominación       | 2018 - actualmente |